# Eurythemis (Tochter des Akastos)
Eurythemis (altgriechisch Εὐρύθεμις Eurýthemis) ist eine weibliche Person der griechischen Mythologie.
Eurythemis war laut einer vom byzantinischen Gelehrten Johannes Tzetzes mitgeteilten Sagenversion die Tochter des Akastos und  heiratete Aktor, dem sie den starken arkadischen Heros Ankaios gebar. Nach der Hauptüberlieferung war Ankaios aber vielmehr der Sohn des Lykurgos aus Tegea.